# ليليا
ليليا (الاسم العلمي: Laelia) (ليس من المؤكد ما يعني اسم «ليليا» لكن يُعتقد أنه أحد أسماء الأساطير اليونانية)، جنس نباتات صغير يضم 25 نوعًا تنتمي إلى فصيلة السحلبية. توجد أنواع ليليا في المناطق ذات المناخ شبه الاستوائي أو المعتدل في أمريكا الوسطى والجنوبية، معظمها في المكسيك. يتم اختصار اسم ليليا إلى L في التجارة البستانية.